# Capilla del Señor
Capilla del Señor är en ort i Argentina. Den ligger i provinsen Buenos Aires, i den centrala delen av landet, 80 km nordväst om huvudstaden Buenos Aires. Den är centralort i kommunen Exaltación de la Cruz, och folkmängden uppgår till cirka 10 000 invånare. 

## Geografi
Capilla del Señor ligger 24 meter över havet. Terrängen runt Capilla del Señor är mycket platt. Närmaste större samhälle är Campana, 18,9 km nordost om Capilla del Señor. Trakten runt Capilla del Señor består till största delen av jordbruksmark. Runt Capilla del Señor är det ganska glesbefolkat, med 43 invånare per kvadratkilometer.